# Franciscus Mileman
Franciscus Mileman (Brugge, 1609 - Groningen, 17 januari 1667) was een Zuid-Nederlands jezuïet en missionaris in Noord-Nederland.

## Levensloop
Mileman was 27 toen hij intrad bij de jezuïeten. Hij werd naar Groningen gestuurd als missionaris en oefende daar gedurende 27 jaar het priesterambt uit. Hij predikte en schreef vooral tegen de mennonieten.

## Publicaties
- Bewys dat Christus waerlyck uyt de Maegd Maria geboren is, Antwerpen, 1661.
- Vlaemsche echo of Gheestelycke Liederen, Antwerpen, 1664.
- Den getrouwen Leydsman, door Franciscus van Brugge, Amsterdam, 1664.